# Лужное (Тульская область)
Лужное — село в Дубенском районе Тульской области России.
В рамках административно-территориального устройства является центром Луженского сельского округа Дубенского района, в рамках организации местного самоуправления входит в сельское поселение Воскресенское.

## География
Расположено в 11 км к юго-востоку от районного центра, посёлка городского типа Дубна, и в 39 км к западу от областного центра. 

## Население
| 2002 | 2010 |
| ---- | ---- |
| 538  | ↗592 |